# 喬爾諾季西夫
48°4′42″N 23°3′13″E / 48.07833°N 23.05361°E
喬爾諾季西夫（烏克蘭語：Чорнотисів），是烏克蘭西部的村莊，隸屬外喀爾巴阡州的貝雷霍韋區。該村始建於1319年，面積5.06平方公里，海拔高度129米，2001年人口2,232，人口密度每平方公里440人。

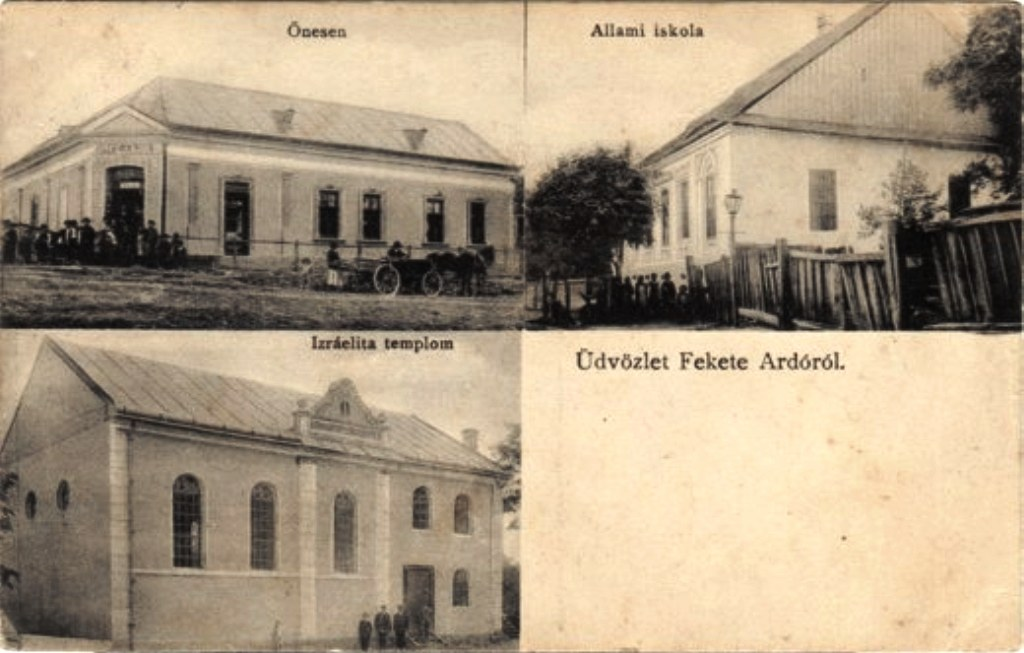